# SV 06 Bad Nauheim

Vereinslogo

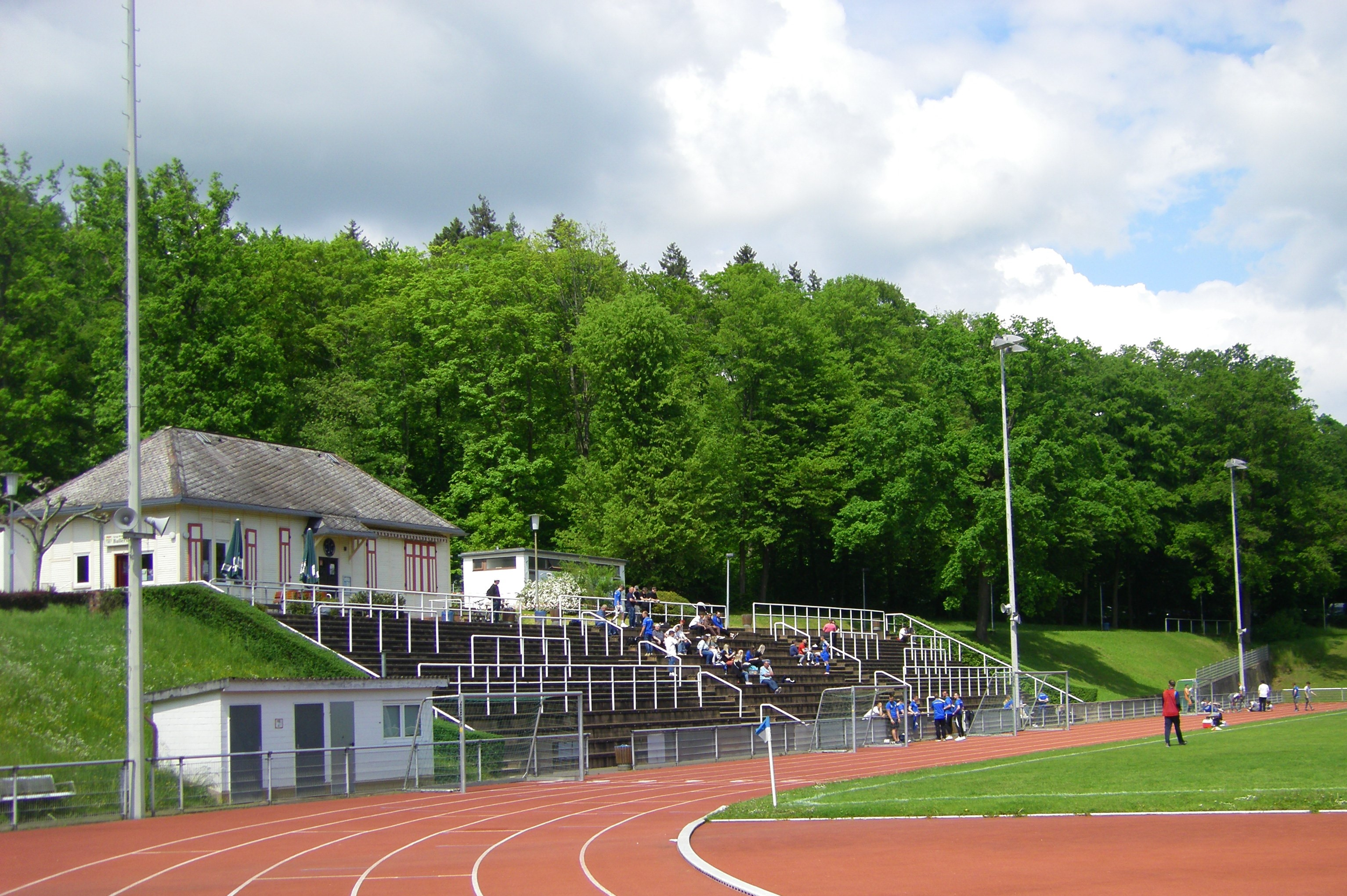
Tribüne des Bad Nauheimer Waldstadions, Mai 2023

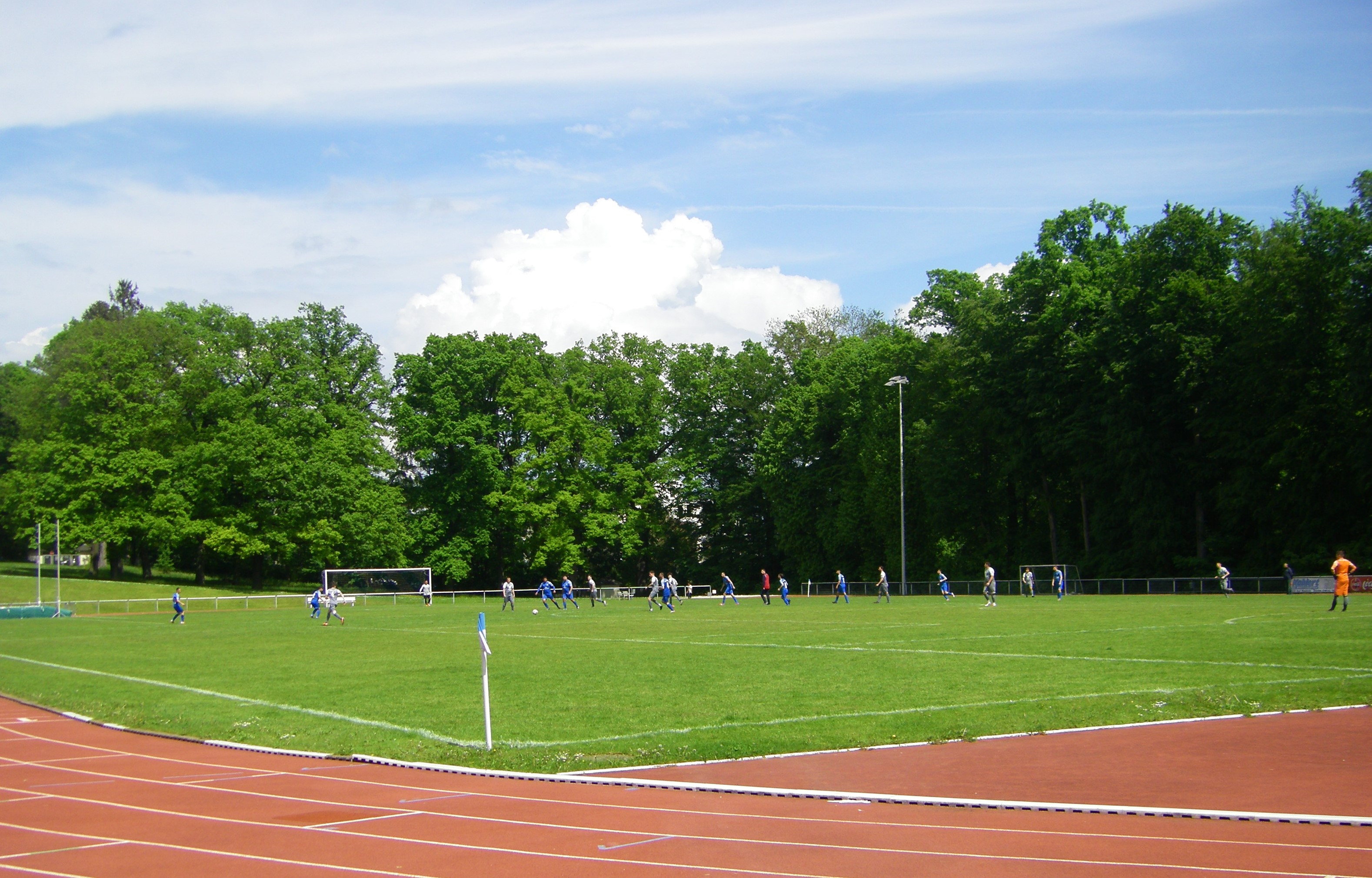
Fußballplatz des Waldstadions, Mai 2023

Der Sportverein 1906 Bad Nauheim, kurz SV 06 Bad Nauheim, war ein Sportverein aus Bad Nauheim in der Wetterau. Die mit Abstand wichtigste Abteilung des Vereins bildeten die Fußballer, die in der Saison 1935/36 in der damaligen Gauliga Hessen spielten und somit für ein Jahr Erstligafußball in die Kurstadt brachten. Nach 102-jährigem Bestehen fusionierte der Verein zum 1. Juli 2008 mit der SG Ostend 1960 Bad Nauheim zur Spielvereinigung 08 Bad Nauheim.

## Die frühen Jahre
Bereits um 1895 war in Bad Nauheim für eine kurze Zeit das Fußballfieber ausgebrochen, als einige Jugendliche unter der Leitung von Ludwig Gatzert im Hochwald dem runden Leder nachjagten. Mit dem berufsbedingten Wegzug von Gatzert in die benachbarte Großstadt Frankfurt kam die Fußballbegeisterung schnell wieder zum Erliegen.
Erst zehn Jahre später kam der Fußball nach Bad Nauheim zurück. Als sich an einem typischen Sonntagnachmittag einige Jugendliche zu langweilen begannen, schlug einer von ihnen vor, es doch mal mit Fußball zu versuchen. Der junge Mann kam ursprünglich aus Hanau und soll der Vereinschronik zufolge vorher Mitglied beim Hanauer FC 1893 gewesen sein. Ein zweiter Mann aus dieser Runde nahm die Anregung sofort auf und berichtete vom Treiben einiger Jugendlicher in der Nachbarstadt Friedberg. Das Interesse der anderen Jugendlichen war schnell geweckt und so vereinbarte man, sich am folgenden Sonntag in recht großer Zahl nach Friedberg aufzumachen, um einer Trainingseinheit des dortigen FC Merkur auf der Friedberger Seewiese beizuwohnen. Die jungen Leute kamen recht schnell miteinander in Kontakt und vereinbarten sogleich ein Spiel gegeneinander. 
Die Nauheimer Jugendlichen waren von dem „englischen Sport“ so angetan, dass sie bereits wenige Tage später, am 31. März des Jahres 1906, den Fußballklub Viktoria 1906 Bad Nauheim ins Leben riefen. Aufgrund des hohen Zulaufs konnte man bereits ein Jahr später eine zweite Mannschaft aufstellen. 1914 wurde der Vereinsname geändert in Sportverein Bad Nauheim gegründet 1906.

## Der größte Erfolg
In den frühen 1930er Jahren wurde die Mannschaft systematisch und qualitativ verstärkt. Der wohl wichtigste Import war der 1934 aus Saarbrücken gekommene Spielertrainer Rolf Eyrisch. In der darauffolgenden Saison 1934/35 gelang mit dem Aufstieg in die damals erstklassige Gauliga Hessen der größte Erfolg der Vereinsgeschichte. Der Aufstieg wurde am 16. Juni 1935 gekrönt mit der Einweihung des vereinseigenen Sportplatzes (Ecke Rosbacher Straße und Wintersteinstraße), des heutigen Waldstadions. Doch das Erstligaabenteuer endete bereits nach einer Saison mit dem Abstieg und der Rückkehr in die Bezirksklasse Oberhessen.

## VfL Bad Nauheim
Im Oktober 1945 wurde der Großverein VfL Bad Nauheim gegründet, dem alle bisher bestehenden selbständigen Vereine der Gemeinde als Abteilungen angegliedert wurden. So wurde aus dem SV06 Bad Nauheim die Fußballabteilung des VfL Bad Nauheim. Dieser Verein erlangte eine überregionale Bekanntheit durch seine 1946 ins Leben gerufene Eishockeyabteilung. 
Die Fußballer spielten fortan in unteren Ligen und kamen nicht mehr über die Bezirksklasse hinaus, der sie, von wenigen kurzzeitigen Aufenthalten in der darunter liegenden Kreisklasse A unterbrochen, zwischen 1948/49 und 1966/67 aber meistens angehörten. Ihre größten Erfolge sind die Vizemeisterschaft 1949/50 und der dritte Platz 1953/54 in der Bezirksklasse Frankfurt-Ost. Zwischen 1967/68 und 1973/74 gehörte die Mannschaft dann zur Kreisklasse A, ehe sie in die Kreisklasse B abstieg, in der sie die nächsten zehn Jahre verblieb. 

## Franz Beckenbauer in Bad Nauheim
Das offizielle Einweihungsspiel des umgebauten Waldstadions fand am 10. Mai 1964 vor 2.000 Zuschauern zwischen dem VfL Bad Nauheim und Viktoria Aschaffenburg statt und endete mit einem 3:2-Sieg der Heimmannschaft. Bereits vorher fand ein „inoffizielles“ Einweihungsspiel zwischen den A-Jugendmannschaften des VfL Bad Nauheim und des FC Bayern München statt, das die Münchner mit 13:1 zu ihren Gunsten entschieden. Entscheidenden Anteil an diesem Kantersieg hatte Franz Beckenbauer, der zehn Treffer erzielte. 

## Neugründung des SV 06 Bad Nauheim
Während des Aufenthaltes der Fußballmannschaft des VfL Bad Nauheim in der B-Klasse trat eine erhebliche finanzielle Schieflage des VfL Bad Nauheim auf, die dessen Eishockeyabteilung verursacht hatte. In der Folge verließen die anderen Abteilungen den vom Eishockey dominierten Verein. Der Austritt der Fußballabteilung wurde im Januar 1979 vollzogen, die Neugründung als SV 06 Bad Nauheim erfolgte am 30. März 1979. 
Von nun an ging es auch sportlich wieder aufwärts, so dass dem SV 06 sogar die Rückkehr in die Bezirksliga Friedberg gelang, der man (nach bereits kurzzeitigen Aufenthalten in den Spielzeiten 1990/91 sowie 1994/95 und 1995/96) seit 1998/99 wieder dauerhaft angehörte. 

## Fusion mit der SGO
Doch es trat neues Ungemach in Form eines akuten Spielermangels auf, der neben dem SV 06 auch die SG Ostend Bad Nauheim plagte. Obwohl sich die beiden Bad Nauheimer Vereine früher unversöhnlich gegenüberstanden, war die Einsicht in eine Zusammenarbeit zum Wohle beider groß genug. Bei einem Treffen der beiden Vorstände im November 2001 wurde die Gründung einer Fußball-Spielgemeinschaft beschlossen. Diese nahm in der Saison 2002/03 als SG Bad Nauheim den Platz des SV 06 in der Bezirksliga Friedberg ein. Die Vereine behielten zunächst ihre Eigenständigkeit bei, vor allem deshalb, weil der SV 06 noch sein 100. Jubiläum feiern wollte. Die Fusion war allerdings nur noch eine Frage der Zeit und wurde Anfang 2008 zum Stichtag 1. Juli 2008 vollzogen.